# カルレンティーニ
カルレンティーニ（イタリア語: Carlentini, シチリア語: Carruntini）は、イタリア共和国シチリア州シラクーザ県にある、人口約17,000人の基礎自治体（コムーネ）。

## 地理

### 位置・広がり

#### 隣接コムーネ
隣接するコムーネは以下の通り。括弧内のCTはカターニア県所属を示す。
- アウグスタ
- ブッケリ
- カターニア (CT)
- フェルラ
- フランコフォンテ
- レンティーニ
- メリッリ
- ソルティーノ

## 文化・観光

### 名称
- Chiesa Madre Arcipretura Immacolata Concezione
- Chiesa di San Sebastiano
- Chiesa di Santa Maria di Roccardia
- Chiesa di Santa Maria degli Angeli
- Chiesa del Crocifisso
- Chiesa di Sant'Anna
- Chiesa del Carmine
- Chiesa di Santa Tecla